# آدام کامینز
آدام کامینز (انگلیسی: Adam Cummins؛ زادهٔ ۳ مارس ۱۹۹۳) بازیکن فوتبال اهل بریتانیا است.
از باشگاه‌هایی که در آن بازی کرده‌است می‌توان به باشگاه فوتبال ایر یونایتد، باشگاه فوتبال مادرول، باشگاه فوتبال اورتون، و باشگاه فوتبال داندی اشاره کرد.